# Hết nước đi (cờ vua)
|   | a | b | c | d | e | f | g | h |   |
| 8 | f8 white queen · g8 black bishop · h8 black king · g7 black cross · h7 black pawn · h6 white pawn · g1 white king | f8 white queen · g8 black bishop · h8 black king · g7 black cross · h7 black pawn · h6 white pawn · g1 white king | f8 white queen · g8 black bishop · h8 black king · g7 black cross · h7 black pawn · h6 white pawn · g1 white king | f8 white queen · g8 black bishop · h8 black king · g7 black cross · h7 black pawn · h6 white pawn · g1 white king | f8 white queen · g8 black bishop · h8 black king · g7 black cross · h7 black pawn · h6 white pawn · g1 white king | f8 white queen · g8 black bishop · h8 black king · g7 black cross · h7 black pawn · h6 white pawn · g1 white king | f8 white queen · g8 black bishop · h8 black king · g7 black cross · h7 black pawn · h6 white pawn · g1 white king | f8 white queen · g8 black bishop · h8 black king · g7 black cross · h7 black pawn · h6 white pawn · g1 white king | 8 |
| 7 | f8 white queen · g8 black bishop · h8 black king · g7 black cross · h7 black pawn · h6 white pawn · g1 white king | f8 white queen · g8 black bishop · h8 black king · g7 black cross · h7 black pawn · h6 white pawn · g1 white king | f8 white queen · g8 black bishop · h8 black king · g7 black cross · h7 black pawn · h6 white pawn · g1 white king | f8 white queen · g8 black bishop · h8 black king · g7 black cross · h7 black pawn · h6 white pawn · g1 white king | f8 white queen · g8 black bishop · h8 black king · g7 black cross · h7 black pawn · h6 white pawn · g1 white king | f8 white queen · g8 black bishop · h8 black king · g7 black cross · h7 black pawn · h6 white pawn · g1 white king | f8 white queen · g8 black bishop · h8 black king · g7 black cross · h7 black pawn · h6 white pawn · g1 white king | f8 white queen · g8 black bishop · h8 black king · g7 black cross · h7 black pawn · h6 white pawn · g1 white king | 7 |
| 6 | f8 white queen · g8 black bishop · h8 black king · g7 black cross · h7 black pawn · h6 white pawn · g1 white king | f8 white queen · g8 black bishop · h8 black king · g7 black cross · h7 black pawn · h6 white pawn · g1 white king | f8 white queen · g8 black bishop · h8 black king · g7 black cross · h7 black pawn · h6 white pawn · g1 white king | f8 white queen · g8 black bishop · h8 black king · g7 black cross · h7 black pawn · h6 white pawn · g1 white king | f8 white queen · g8 black bishop · h8 black king · g7 black cross · h7 black pawn · h6 white pawn · g1 white king | f8 white queen · g8 black bishop · h8 black king · g7 black cross · h7 black pawn · h6 white pawn · g1 white king | f8 white queen · g8 black bishop · h8 black king · g7 black cross · h7 black pawn · h6 white pawn · g1 white king | f8 white queen · g8 black bishop · h8 black king · g7 black cross · h7 black pawn · h6 white pawn · g1 white king | 6 |
| 5 | f8 white queen · g8 black bishop · h8 black king · g7 black cross · h7 black pawn · h6 white pawn · g1 white king | f8 white queen · g8 black bishop · h8 black king · g7 black cross · h7 black pawn · h6 white pawn · g1 white king | f8 white queen · g8 black bishop · h8 black king · g7 black cross · h7 black pawn · h6 white pawn · g1 white king | f8 white queen · g8 black bishop · h8 black king · g7 black cross · h7 black pawn · h6 white pawn · g1 white king | f8 white queen · g8 black bishop · h8 black king · g7 black cross · h7 black pawn · h6 white pawn · g1 white king | f8 white queen · g8 black bishop · h8 black king · g7 black cross · h7 black pawn · h6 white pawn · g1 white king | f8 white queen · g8 black bishop · h8 black king · g7 black cross · h7 black pawn · h6 white pawn · g1 white king | f8 white queen · g8 black bishop · h8 black king · g7 black cross · h7 black pawn · h6 white pawn · g1 white king | 5 |
| 4 | f8 white queen · g8 black bishop · h8 black king · g7 black cross · h7 black pawn · h6 white pawn · g1 white king | f8 white queen · g8 black bishop · h8 black king · g7 black cross · h7 black pawn · h6 white pawn · g1 white king | f8 white queen · g8 black bishop · h8 black king · g7 black cross · h7 black pawn · h6 white pawn · g1 white king | f8 white queen · g8 black bishop · h8 black king · g7 black cross · h7 black pawn · h6 white pawn · g1 white king | f8 white queen · g8 black bishop · h8 black king · g7 black cross · h7 black pawn · h6 white pawn · g1 white king | f8 white queen · g8 black bishop · h8 black king · g7 black cross · h7 black pawn · h6 white pawn · g1 white king | f8 white queen · g8 black bishop · h8 black king · g7 black cross · h7 black pawn · h6 white pawn · g1 white king | f8 white queen · g8 black bishop · h8 black king · g7 black cross · h7 black pawn · h6 white pawn · g1 white king | 4 |
| 3 | f8 white queen · g8 black bishop · h8 black king · g7 black cross · h7 black pawn · h6 white pawn · g1 white king | f8 white queen · g8 black bishop · h8 black king · g7 black cross · h7 black pawn · h6 white pawn · g1 white king | f8 white queen · g8 black bishop · h8 black king · g7 black cross · h7 black pawn · h6 white pawn · g1 white king | f8 white queen · g8 black bishop · h8 black king · g7 black cross · h7 black pawn · h6 white pawn · g1 white king | f8 white queen · g8 black bishop · h8 black king · g7 black cross · h7 black pawn · h6 white pawn · g1 white king | f8 white queen · g8 black bishop · h8 black king · g7 black cross · h7 black pawn · h6 white pawn · g1 white king | f8 white queen · g8 black bishop · h8 black king · g7 black cross · h7 black pawn · h6 white pawn · g1 white king | f8 white queen · g8 black bishop · h8 black king · g7 black cross · h7 black pawn · h6 white pawn · g1 white king | 3 |
| 2 | f8 white queen · g8 black bishop · h8 black king · g7 black cross · h7 black pawn · h6 white pawn · g1 white king | f8 white queen · g8 black bishop · h8 black king · g7 black cross · h7 black pawn · h6 white pawn · g1 white king | f8 white queen · g8 black bishop · h8 black king · g7 black cross · h7 black pawn · h6 white pawn · g1 white king | f8 white queen · g8 black bishop · h8 black king · g7 black cross · h7 black pawn · h6 white pawn · g1 white king | f8 white queen · g8 black bishop · h8 black king · g7 black cross · h7 black pawn · h6 white pawn · g1 white king | f8 white queen · g8 black bishop · h8 black king · g7 black cross · h7 black pawn · h6 white pawn · g1 white king | f8 white queen · g8 black bishop · h8 black king · g7 black cross · h7 black pawn · h6 white pawn · g1 white king | f8 white queen · g8 black bishop · h8 black king · g7 black cross · h7 black pawn · h6 white pawn · g1 white king | 2 |
| 1 | f8 white queen · g8 black bishop · h8 black king · g7 black cross · h7 black pawn · h6 white pawn · g1 white king | f8 white queen · g8 black bishop · h8 black king · g7 black cross · h7 black pawn · h6 white pawn · g1 white king | f8 white queen · g8 black bishop · h8 black king · g7 black cross · h7 black pawn · h6 white pawn · g1 white king | f8 white queen · g8 black bishop · h8 black king · g7 black cross · h7 black pawn · h6 white pawn · g1 white king | f8 white queen · g8 black bishop · h8 black king · g7 black cross · h7 black pawn · h6 white pawn · g1 white king | f8 white queen · g8 black bishop · h8 black king · g7 black cross · h7 black pawn · h6 white pawn · g1 white king | f8 white queen · g8 black bishop · h8 black king · g7 black cross · h7 black pawn · h6 white pawn · g1 white king | f8 white queen · g8 black bishop · h8 black king · g7 black cross · h7 black pawn · h6 white pawn · g1 white king | 1 |
|   | a | b | c | d | e | f | g | h |   |

Trong cờ vua, hết nước đi là tình thế người chơi đến lượt đi không bị chiếu, nhưng cũng không thể thực hiện bất kì nước đi nào đúng luật. Nghĩa là các quân của người đó hoặc là bị chặn, hoặc nếu đi thì sẽ dẫn đến Vua bị bắt, mặc dù hiện tại thì Vua không bị chiếu. Trong trường hợp này thì kết quả được tính là hòa.
Trên thực tế, trong hầu hết các thế cờ hết nước đi bên hết nước đi chỉ gồm có Vua và Tốt. Sự có mặt của quân cờ khác thường là để che Vua khỏi nước chiếu của bên đối phương. Ở ví dụ hình bên, quân Đen bị hết nước đi vì Tốt bị chặn không di chuyển được, Tượng che cho Vua cũng không di chuyển được và Vua Đen không thể đi vào ô g7 (ô có đánh dấu ×) vì sẽ bị Hậu trắng hoặc Tốt trắng bắt. Ngoài ra, khi hòa cờ sẽ không tính tổng số điểm của các quân trên bàn cờ để phân định thắng thua.

## Các ví dụ
|   | a | b | c | d | e | f | g | h |   |
| 8 | g8 black knight · h8 white bishop · g7 white pawn · h7 white rook · g6 white pawn · h6 white queen · g5 white pawn · h5 white bishop · g4 white pawn · h4 white king · g3 white pawn · h3 white rook · h2 white pawn · g1 black king | g8 black knight · h8 white bishop · g7 white pawn · h7 white rook · g6 white pawn · h6 white queen · g5 white pawn · h5 white bishop · g4 white pawn · h4 white king · g3 white pawn · h3 white rook · h2 white pawn · g1 black king | g8 black knight · h8 white bishop · g7 white pawn · h7 white rook · g6 white pawn · h6 white queen · g5 white pawn · h5 white bishop · g4 white pawn · h4 white king · g3 white pawn · h3 white rook · h2 white pawn · g1 black king | g8 black knight · h8 white bishop · g7 white pawn · h7 white rook · g6 white pawn · h6 white queen · g5 white pawn · h5 white bishop · g4 white pawn · h4 white king · g3 white pawn · h3 white rook · h2 white pawn · g1 black king | g8 black knight · h8 white bishop · g7 white pawn · h7 white rook · g6 white pawn · h6 white queen · g5 white pawn · h5 white bishop · g4 white pawn · h4 white king · g3 white pawn · h3 white rook · h2 white pawn · g1 black king | g8 black knight · h8 white bishop · g7 white pawn · h7 white rook · g6 white pawn · h6 white queen · g5 white pawn · h5 white bishop · g4 white pawn · h4 white king · g3 white pawn · h3 white rook · h2 white pawn · g1 black king | g8 black knight · h8 white bishop · g7 white pawn · h7 white rook · g6 white pawn · h6 white queen · g5 white pawn · h5 white bishop · g4 white pawn · h4 white king · g3 white pawn · h3 white rook · h2 white pawn · g1 black king | g8 black knight · h8 white bishop · g7 white pawn · h7 white rook · g6 white pawn · h6 white queen · g5 white pawn · h5 white bishop · g4 white pawn · h4 white king · g3 white pawn · h3 white rook · h2 white pawn · g1 black king | 8 |
| 7 | g8 black knight · h8 white bishop · g7 white pawn · h7 white rook · g6 white pawn · h6 white queen · g5 white pawn · h5 white bishop · g4 white pawn · h4 white king · g3 white pawn · h3 white rook · h2 white pawn · g1 black king | g8 black knight · h8 white bishop · g7 white pawn · h7 white rook · g6 white pawn · h6 white queen · g5 white pawn · h5 white bishop · g4 white pawn · h4 white king · g3 white pawn · h3 white rook · h2 white pawn · g1 black king | g8 black knight · h8 white bishop · g7 white pawn · h7 white rook · g6 white pawn · h6 white queen · g5 white pawn · h5 white bishop · g4 white pawn · h4 white king · g3 white pawn · h3 white rook · h2 white pawn · g1 black king | g8 black knight · h8 white bishop · g7 white pawn · h7 white rook · g6 white pawn · h6 white queen · g5 white pawn · h5 white bishop · g4 white pawn · h4 white king · g3 white pawn · h3 white rook · h2 white pawn · g1 black king | g8 black knight · h8 white bishop · g7 white pawn · h7 white rook · g6 white pawn · h6 white queen · g5 white pawn · h5 white bishop · g4 white pawn · h4 white king · g3 white pawn · h3 white rook · h2 white pawn · g1 black king | g8 black knight · h8 white bishop · g7 white pawn · h7 white rook · g6 white pawn · h6 white queen · g5 white pawn · h5 white bishop · g4 white pawn · h4 white king · g3 white pawn · h3 white rook · h2 white pawn · g1 black king | g8 black knight · h8 white bishop · g7 white pawn · h7 white rook · g6 white pawn · h6 white queen · g5 white pawn · h5 white bishop · g4 white pawn · h4 white king · g3 white pawn · h3 white rook · h2 white pawn · g1 black king | g8 black knight · h8 white bishop · g7 white pawn · h7 white rook · g6 white pawn · h6 white queen · g5 white pawn · h5 white bishop · g4 white pawn · h4 white king · g3 white pawn · h3 white rook · h2 white pawn · g1 black king | 7 |
| 6 | g8 black knight · h8 white bishop · g7 white pawn · h7 white rook · g6 white pawn · h6 white queen · g5 white pawn · h5 white bishop · g4 white pawn · h4 white king · g3 white pawn · h3 white rook · h2 white pawn · g1 black king | g8 black knight · h8 white bishop · g7 white pawn · h7 white rook · g6 white pawn · h6 white queen · g5 white pawn · h5 white bishop · g4 white pawn · h4 white king · g3 white pawn · h3 white rook · h2 white pawn · g1 black king | g8 black knight · h8 white bishop · g7 white pawn · h7 white rook · g6 white pawn · h6 white queen · g5 white pawn · h5 white bishop · g4 white pawn · h4 white king · g3 white pawn · h3 white rook · h2 white pawn · g1 black king | g8 black knight · h8 white bishop · g7 white pawn · h7 white rook · g6 white pawn · h6 white queen · g5 white pawn · h5 white bishop · g4 white pawn · h4 white king · g3 white pawn · h3 white rook · h2 white pawn · g1 black king | g8 black knight · h8 white bishop · g7 white pawn · h7 white rook · g6 white pawn · h6 white queen · g5 white pawn · h5 white bishop · g4 white pawn · h4 white king · g3 white pawn · h3 white rook · h2 white pawn · g1 black king | g8 black knight · h8 white bishop · g7 white pawn · h7 white rook · g6 white pawn · h6 white queen · g5 white pawn · h5 white bishop · g4 white pawn · h4 white king · g3 white pawn · h3 white rook · h2 white pawn · g1 black king | g8 black knight · h8 white bishop · g7 white pawn · h7 white rook · g6 white pawn · h6 white queen · g5 white pawn · h5 white bishop · g4 white pawn · h4 white king · g3 white pawn · h3 white rook · h2 white pawn · g1 black king | g8 black knight · h8 white bishop · g7 white pawn · h7 white rook · g6 white pawn · h6 white queen · g5 white pawn · h5 white bishop · g4 white pawn · h4 white king · g3 white pawn · h3 white rook · h2 white pawn · g1 black king | 6 |
| 5 | g8 black knight · h8 white bishop · g7 white pawn · h7 white rook · g6 white pawn · h6 white queen · g5 white pawn · h5 white bishop · g4 white pawn · h4 white king · g3 white pawn · h3 white rook · h2 white pawn · g1 black king | g8 black knight · h8 white bishop · g7 white pawn · h7 white rook · g6 white pawn · h6 white queen · g5 white pawn · h5 white bishop · g4 white pawn · h4 white king · g3 white pawn · h3 white rook · h2 white pawn · g1 black king | g8 black knight · h8 white bishop · g7 white pawn · h7 white rook · g6 white pawn · h6 white queen · g5 white pawn · h5 white bishop · g4 white pawn · h4 white king · g3 white pawn · h3 white rook · h2 white pawn · g1 black king | g8 black knight · h8 white bishop · g7 white pawn · h7 white rook · g6 white pawn · h6 white queen · g5 white pawn · h5 white bishop · g4 white pawn · h4 white king · g3 white pawn · h3 white rook · h2 white pawn · g1 black king | g8 black knight · h8 white bishop · g7 white pawn · h7 white rook · g6 white pawn · h6 white queen · g5 white pawn · h5 white bishop · g4 white pawn · h4 white king · g3 white pawn · h3 white rook · h2 white pawn · g1 black king | g8 black knight · h8 white bishop · g7 white pawn · h7 white rook · g6 white pawn · h6 white queen · g5 white pawn · h5 white bishop · g4 white pawn · h4 white king · g3 white pawn · h3 white rook · h2 white pawn · g1 black king | g8 black knight · h8 white bishop · g7 white pawn · h7 white rook · g6 white pawn · h6 white queen · g5 white pawn · h5 white bishop · g4 white pawn · h4 white king · g3 white pawn · h3 white rook · h2 white pawn · g1 black king | g8 black knight · h8 white bishop · g7 white pawn · h7 white rook · g6 white pawn · h6 white queen · g5 white pawn · h5 white bishop · g4 white pawn · h4 white king · g3 white pawn · h3 white rook · h2 white pawn · g1 black king | 5 |
| 4 | g8 black knight · h8 white bishop · g7 white pawn · h7 white rook · g6 white pawn · h6 white queen · g5 white pawn · h5 white bishop · g4 white pawn · h4 white king · g3 white pawn · h3 white rook · h2 white pawn · g1 black king | g8 black knight · h8 white bishop · g7 white pawn · h7 white rook · g6 white pawn · h6 white queen · g5 white pawn · h5 white bishop · g4 white pawn · h4 white king · g3 white pawn · h3 white rook · h2 white pawn · g1 black king | g8 black knight · h8 white bishop · g7 white pawn · h7 white rook · g6 white pawn · h6 white queen · g5 white pawn · h5 white bishop · g4 white pawn · h4 white king · g3 white pawn · h3 white rook · h2 white pawn · g1 black king | g8 black knight · h8 white bishop · g7 white pawn · h7 white rook · g6 white pawn · h6 white queen · g5 white pawn · h5 white bishop · g4 white pawn · h4 white king · g3 white pawn · h3 white rook · h2 white pawn · g1 black king | g8 black knight · h8 white bishop · g7 white pawn · h7 white rook · g6 white pawn · h6 white queen · g5 white pawn · h5 white bishop · g4 white pawn · h4 white king · g3 white pawn · h3 white rook · h2 white pawn · g1 black king | g8 black knight · h8 white bishop · g7 white pawn · h7 white rook · g6 white pawn · h6 white queen · g5 white pawn · h5 white bishop · g4 white pawn · h4 white king · g3 white pawn · h3 white rook · h2 white pawn · g1 black king | g8 black knight · h8 white bishop · g7 white pawn · h7 white rook · g6 white pawn · h6 white queen · g5 white pawn · h5 white bishop · g4 white pawn · h4 white king · g3 white pawn · h3 white rook · h2 white pawn · g1 black king | g8 black knight · h8 white bishop · g7 white pawn · h7 white rook · g6 white pawn · h6 white queen · g5 white pawn · h5 white bishop · g4 white pawn · h4 white king · g3 white pawn · h3 white rook · h2 white pawn · g1 black king | 4 |
| 3 | g8 black knight · h8 white bishop · g7 white pawn · h7 white rook · g6 white pawn · h6 white queen · g5 white pawn · h5 white bishop · g4 white pawn · h4 white king · g3 white pawn · h3 white rook · h2 white pawn · g1 black king | g8 black knight · h8 white bishop · g7 white pawn · h7 white rook · g6 white pawn · h6 white queen · g5 white pawn · h5 white bishop · g4 white pawn · h4 white king · g3 white pawn · h3 white rook · h2 white pawn · g1 black king | g8 black knight · h8 white bishop · g7 white pawn · h7 white rook · g6 white pawn · h6 white queen · g5 white pawn · h5 white bishop · g4 white pawn · h4 white king · g3 white pawn · h3 white rook · h2 white pawn · g1 black king | g8 black knight · h8 white bishop · g7 white pawn · h7 white rook · g6 white pawn · h6 white queen · g5 white pawn · h5 white bishop · g4 white pawn · h4 white king · g3 white pawn · h3 white rook · h2 white pawn · g1 black king | g8 black knight · h8 white bishop · g7 white pawn · h7 white rook · g6 white pawn · h6 white queen · g5 white pawn · h5 white bishop · g4 white pawn · h4 white king · g3 white pawn · h3 white rook · h2 white pawn · g1 black king | g8 black knight · h8 white bishop · g7 white pawn · h7 white rook · g6 white pawn · h6 white queen · g5 white pawn · h5 white bishop · g4 white pawn · h4 white king · g3 white pawn · h3 white rook · h2 white pawn · g1 black king | g8 black knight · h8 white bishop · g7 white pawn · h7 white rook · g6 white pawn · h6 white queen · g5 white pawn · h5 white bishop · g4 white pawn · h4 white king · g3 white pawn · h3 white rook · h2 white pawn · g1 black king | g8 black knight · h8 white bishop · g7 white pawn · h7 white rook · g6 white pawn · h6 white queen · g5 white pawn · h5 white bishop · g4 white pawn · h4 white king · g3 white pawn · h3 white rook · h2 white pawn · g1 black king | 3 |
| 2 | g8 black knight · h8 white bishop · g7 white pawn · h7 white rook · g6 white pawn · h6 white queen · g5 white pawn · h5 white bishop · g4 white pawn · h4 white king · g3 white pawn · h3 white rook · h2 white pawn · g1 black king | g8 black knight · h8 white bishop · g7 white pawn · h7 white rook · g6 white pawn · h6 white queen · g5 white pawn · h5 white bishop · g4 white pawn · h4 white king · g3 white pawn · h3 white rook · h2 white pawn · g1 black king | g8 black knight · h8 white bishop · g7 white pawn · h7 white rook · g6 white pawn · h6 white queen · g5 white pawn · h5 white bishop · g4 white pawn · h4 white king · g3 white pawn · h3 white rook · h2 white pawn · g1 black king | g8 black knight · h8 white bishop · g7 white pawn · h7 white rook · g6 white pawn · h6 white queen · g5 white pawn · h5 white bishop · g4 white pawn · h4 white king · g3 white pawn · h3 white rook · h2 white pawn · g1 black king | g8 black knight · h8 white bishop · g7 white pawn · h7 white rook · g6 white pawn · h6 white queen · g5 white pawn · h5 white bishop · g4 white pawn · h4 white king · g3 white pawn · h3 white rook · h2 white pawn · g1 black king | g8 black knight · h8 white bishop · g7 white pawn · h7 white rook · g6 white pawn · h6 white queen · g5 white pawn · h5 white bishop · g4 white pawn · h4 white king · g3 white pawn · h3 white rook · h2 white pawn · g1 black king | g8 black knight · h8 white bishop · g7 white pawn · h7 white rook · g6 white pawn · h6 white queen · g5 white pawn · h5 white bishop · g4 white pawn · h4 white king · g3 white pawn · h3 white rook · h2 white pawn · g1 black king | g8 black knight · h8 white bishop · g7 white pawn · h7 white rook · g6 white pawn · h6 white queen · g5 white pawn · h5 white bishop · g4 white pawn · h4 white king · g3 white pawn · h3 white rook · h2 white pawn · g1 black king | 2 |
| 1 | g8 black knight · h8 white bishop · g7 white pawn · h7 white rook · g6 white pawn · h6 white queen · g5 white pawn · h5 white bishop · g4 white pawn · h4 white king · g3 white pawn · h3 white rook · h2 white pawn · g1 black king | g8 black knight · h8 white bishop · g7 white pawn · h7 white rook · g6 white pawn · h6 white queen · g5 white pawn · h5 white bishop · g4 white pawn · h4 white king · g3 white pawn · h3 white rook · h2 white pawn · g1 black king | g8 black knight · h8 white bishop · g7 white pawn · h7 white rook · g6 white pawn · h6 white queen · g5 white pawn · h5 white bishop · g4 white pawn · h4 white king · g3 white pawn · h3 white rook · h2 white pawn · g1 black king | g8 black knight · h8 white bishop · g7 white pawn · h7 white rook · g6 white pawn · h6 white queen · g5 white pawn · h5 white bishop · g4 white pawn · h4 white king · g3 white pawn · h3 white rook · h2 white pawn · g1 black king | g8 black knight · h8 white bishop · g7 white pawn · h7 white rook · g6 white pawn · h6 white queen · g5 white pawn · h5 white bishop · g4 white pawn · h4 white king · g3 white pawn · h3 white rook · h2 white pawn · g1 black king | g8 black knight · h8 white bishop · g7 white pawn · h7 white rook · g6 white pawn · h6 white queen · g5 white pawn · h5 white bishop · g4 white pawn · h4 white king · g3 white pawn · h3 white rook · h2 white pawn · g1 black king | g8 black knight · h8 white bishop · g7 white pawn · h7 white rook · g6 white pawn · h6 white queen · g5 white pawn · h5 white bishop · g4 white pawn · h4 white king · g3 white pawn · h3 white rook · h2 white pawn · g1 black king | g8 black knight · h8 white bishop · g7 white pawn · h7 white rook · g6 white pawn · h6 white queen · g5 white pawn · h5 white bishop · g4 white pawn · h4 white king · g3 white pawn · h3 white rook · h2 white pawn · g1 black king | 1 |
|   | a | b | c | d | e | f | g | h |   |

## Một trong số các kĩ thuật thủ hòa
Khi xảy ra hết nước đi, ván cờ được coi là hòa. Cùng với chiếu vĩnh cửu, hết nước đi là cách một kì thủ tránh khỏi trận thua khi rơi vào thế cờ yếu hơn.

## Trong các loại cờ khác
Trong makruk, hết nước đi vẫn xử hoà như trong cờ vua. Trong cờ tướng, bên hết nước đi sẽ bị xử thua. Trong shogi, tình trạng hết nước đi là rất khó để xảy ra. Trong janggi, tình trạng hết nước đi là không thể xảy ra.